# Apink
Apink (koreanisch 에이핑크) ist eine fünfköpfige südkoreanische Girlgroup der zweiten K-Pop-Generation, die 2011 von IST Entertainment (vormals Play M Entertainment, A Cube Entertainment, Plan A Entertainment) gegründet wurde. Ursprünglich eine siebenköpfige Gruppe, verließen Yukjung im April 2013 und Naeun im April 2022 die Gruppe. Apink besteht aus fünf Mitgliedern: Chorong, Bomi, Eunji, Namjoo und Hayoung. Die Girlgroup debütierte am 19. April 2011 mit dem Mini-Album Seven Springs of Apink. Der offizielle Fanclub-Name lautet Pink Panda.

## Werdegang
Sie debütierten mit dem Mini-Album Seven Springs of Apink mit dessen Titelsong Mollayo (몰라요 ‚Ich weiß nicht‘) am 19. April 2011. Mit im Video zu sehen ist Kikwang von Beast. Seitdem gewann die Gruppe zahlreiche Rookie-Awards, u. a. bei den 26th Golden Disk Awards, den 21st Seoul Music Awards und den 13th Mnet Asian Music Awards.
Im April 2013 verließ Yukyung die Gruppe, Naeun verließ im April 2022 die Gruppe.

## Mitglieder
| Name                 | Geburtsname           | Geburtstag (Alter)      | Geburtsort        | Position                           |
| -------------------- | --------------------- | ----------------------- | ----------------- | ---------------------------------- |
| Chorong 초롱         | Park Cho-rong 박초롱  | 3. März 1991 (34)       | Chungcheongbuk-do | Team leader Vocal, Lead Dance, Rap |
| Bomi 보미            | Yoon Bo-mi 윤보미     | 13. August 1993 (31)    | Suwon             | Lead Vocal, Main Dance, Main Rap   |
| Eunji 은지           | Jung Hye-rim a 정혜림 | 18. August 1993 (31)    | Busan             | Main Vocal                         |
| Namjoo 남주          | Kim Nam-joo 김남주    | 15. April 1995 (29)     | Seoul             | Lead Vocal, Lead Dance, Rap        |
| Hayoung 하영         | Oh Ha-young 오하영    | 19. Juli 1996 (28)      | Seoul             | Vocal, Rap                         |
| Ehemalige Mitglieder |                       |                         |                   |                                    |
| Yukyung 유경         | Hong Yu-kyung 홍유경  | 22. September 1994 (30) | Seoul             | Vocal, Main Rap                    |
| Naeun 나은           | Son Na-eun 손나은     | 10. Februar 1994 (31)   | Seoul             | Vocal, Lead Dance, Rap             |

## Diskografie
Studioalben

| Jahr                 | Titel Musiklabel (Vertrieb)                               | Höchstplatzierung, Gesamtwochen, AuszeichnungChartplatzierungen (Jahr, Titel, Musiklabel [Vertrieb], Platzierungen, Wochen, Auszeichnungen, Anmerkungen) | Höchstplatzierung, Gesamtwochen, AuszeichnungChartplatzierungen (Jahr, Titel, Musiklabel [Vertrieb], Platzierungen, Wochen, Auszeichnungen, Anmerkungen) | Anmerkungen                              |
| Jahr                 | Titel Musiklabel (Vertrieb)                               | KR | JP | Anmerkungen                              |
| -------------------- | --------------------------------------------------------- | --- | --- | ---------------------------------------- |
| Südkoreanische Alben |                                                           | | |                                          |
|                      |                                                           | | |                                          |
| 2012                 | Une Année A Cube Entertainment (Loen Entertainment)       | KR4 (92 Wo.)KR | — | Erstveröffentlichung: 9. Mai 2012        |
| 2015                 | Pink Memory A Cube Entertainment (Loen Entertainment)     | KR2 (44 Wo.)KR | JP36 (1 Wo.)JP | Erstveröffentlichung: 21. Juli 2015      |
| 2016                 | Pink Revolution Plan A Entertainment (Loen Entertainment) | KR2 (6 Wo.)KR | JP39 (1 Wo.)JP | Erstveröffentlichung: 26. September 2016 |
| 2022                 | Horn Ist Entertainment (Kakao Entertainment)              | KR4 (3 Wo.)KR | — | Erstveröffentlichung: 14. Februar 2022   |
| Japanische Alben     |                                                           | | |                                          |
|                      |                                                           | | |                                          |
| 2015                 | Pink Season Universal Music Japan                         | — | JP5 (7 Wo.)JP | Erstveröffentlichung: 26. August 2015    |
| 2016                 | Pink Doll Universal Music Japan                           | — | JP10 (3 Wo.)JP | Erstveröffentlichung: 21. Dezember 2016  |
| 2017                 | Pink Stories Universal Music Japan                        | — | JP20 (3 Wo.)JP | Erstveröffentlichung: 27. Dezember 2017  |